# Малютин, Владимир Петрович
Владимир Петрович Малютин (род. 17 января 1959, Гвардейское, Крымская область) — советский спортивный акробат, советский и украинский тренер. Чемпион Европы 1978 года, обладатель Кубка мира 1977 года.

## Биография
Владимир Малютин родился 17 января 1959 года в посёлке Гвардейское Симферопольского района Крымской АССР.
Выступал в соревнованиях по спортивной акробатике за киевские «Буревестник», «Трудовые резервы» и СКА. Тренировался под началом Владимира Мотузенко.
В 1977 году стал обладателем Кубка мира в Катовицах в групповом многоборье. 
В 1978 году завоевал золотую медаль первого в истории чемпионата Европы в Риге в групповом многоборье.
Мастер спорта СССР международного класса (1977).
В 1980 году окончил Киевский государственный институт физической культуры.
В 1986 году перешёл на тренерскую работу. Был тренером в киевских ДЮСШ «Спартак» и ДЮСШ №18. В 2003 году перешёл в киевскую СДЮШОР №20. Среди воспитанников Малютина — лидеры сборной Украины Анна Демиденко, Елена Косенко, Алла Ковпоша.
Заслуженный тренер Украинской ССР (1990).